# Ashley Tisdale
Ashley Michelle Tisdale (West Deal, Nueva Jersey, 2 de julio de 1985) es una actriz, cantante, compositora, productora y modelo estadounidense, conocida por interpretar a Sharpay Evans, la antagonista principal de la serie de películas de Disney, High School Musical; por interpretar a Maddie Fitzpatrick en la también serie de Disney The Suite Life of Zack and Cody; y por ser la voz original del personaje Candace Flynn en la exitosa serie animada de Disney Channel, Phineas y Ferb.
Inició su carrera musical a principios de 2007 con el lanzamiento de Headstrong. Su segundo álbum de estudio Guilty Pleasure, fue lanzado el 28 de julio de 2009. Diez años después, Tisdale volvió a la música con Symptoms que salió a la venta en mayo de 2019.

## Primeros años y comienzo de su carrera
Nació en West Deal, condado de Monmouth, Nueva Jersey. Es la segunda hija de Lisa Morris y Mike Tisdale. Tiene una hermana, Jennifer Tisdale, cuatro años mayor que ella y también actriz. Es prima lejana del multimillonario inventor Ron Popeil por parte de su abuelo materno Arnold Morris, distribuidor de los cuchillos Ginsu. Ashley mencionó sus relaciones familiares con dicho inventor en la emisión del día 9 de mayo de 2006 del programa de televisión The Jimmy Kimmel Show.
Comenzó a rondar los escenarios a los tres años de edad gracias a Bill Perlman, quien la descubrió y se convirtió en su representante, y le consiguió una actuación en un espectáculo de la comunidad judía local.
Su mejor papel hasta el momento lo consiguió interpretando a la pequeña Cosette en la obra musical de Broadway Los miserables. Esta producción la llevó por innumerables teatros alrededor del mundo con tan solo diez años. A los doce años ya había cantado en la Casa Blanca para el presidente Bill Clinton.
En una entrevista otorgada a la revista People, Tisdale comentó que su primera aparición en televisión fue a los tres años de edad para un comercial de la empresa JCPenney. Tisdale también fue una modelo de la agencia Ford Models junto a Lindsay Lohan y Mischa Barton.
A finales de la década de los 90, Ashley comenzó a tener papeles pequeños en reconocidas series de televisión como 7th Heaven, Boston Public o Charmed entre otras, además de obtener una participación en la película Donnie Darko, protagonizada por Jake Gyllenhaal. Más tarde, apareció en otras como The Hughleys o Still Standing. En 2002, protagonizó un comercial de televisión, muy recordado en Estados Unidos por la cómica transformación de su cabeza en una naranja. En aquellos años, se mudó a la localidad de Valencia, California, donde estudió y se graduó en 2003.

## Trayectoria

### 2004-2006:The Suite Life of Zack and CodyyHigh School Musical

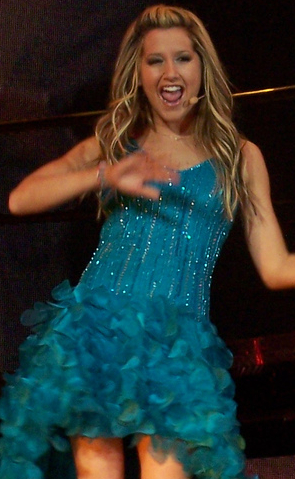
Ashley Tisdale presentando en vivo la canción "Bop To The Top" en la gira de conciertos High School Musical: El Concierto.

Dos años más tarde decidió presentarse al casting de la serie de Disney Channel The Suite Life of Zack and Cody para los papeles de Maddie Fitzpatrick y London Tipton, consiguiendo finalmente el primero de ellos que interpreta a una vendedora de caramelos del hotel donde se desarrolla la serie, en esta misma serie infantil más tarde compartió escenas con artistas como Jesse McCartney, Miley Cyrus, The Cheetah Girls y Chris Brown.
A medida que avanzaba el éxito de la serie Ashley aprovechaba para lanzar su carrera realizando diversos comerciales del canal y participando en especiales. También obtuvo un papel adicional como la voz de un personaje de la serie de manga Whisper of the Heart.
A principios de 2005 decidió presentarse al casting del musical que se estrenó en enero de 2006 para la TV High School Musical, siendo su primera intención conseguir el papel principal de Gabriella Montez,originariamente el director Kenny Ortega no quería contratarla para el papel de Sharpay Evans, por su actuación de chica buena de Maddie Fitzpatrick en The Suite Life of Zack and Cody y tuvo que inspirarse en Regina George de Mean Girls para conseguir el papel. Finalmente, consiguió el papel antagónico de Sharpay Evans, el cual posteriormente repitió en High School Musical 2 y High School Musical 3: Senior Year, y con el cual interpretaría canciones como "Bop To The Top" y "What I’ve Been Looking For" entre otras. Adicionalmente, ha grabado canciones para Disney, una de las cuales, "Kiss The Girl", se incluyó en un vídeo musical protagonizado por ella misma en la edición Platino en DVD de la película La Sirenita. Además grabó una versión de "A Dream Is A Wish Your Heart Makes" junto con el resto de las por ese entonces estrellas del canal denominadas Círculo de Estrellas de Disney Channel en donde también estaba Hilary Duff y Raven-Symoné. También participó en los Disney Channel Games en dos ediciones (2006 y 2007), en la primera de ellas desempeñó el papel de capitana del equipo verde, mientras que en la segunda formó parte del equipo rojo junto con otras estrellas de Disney Channel como Brenda Song y Mitchel Musso.
La carrera musical de esta artista se difundió a partir del éxito de High School Musical, con el cual alcanzó la fama definitiva y obtuvo importantes logros, como el haber hecho historia en la música al ser la primera cantante femenina en ubicarse en el Billboard Hot 100 con dos canciones al mismo tiempo («Bop to the Top» y «What I’ve Been Looking For»), a pesar de que antes ya había participado con otras canciones para Disney, como «Some Day My Prince Will Come», «Last Christmas» (esta última incluida a finales del 2007 en el álbum de canciones navideñas A Disney Channel Holiday), además de ser el primer sencillo con el que forma parte de la discográfica Warner Bros. Records.
Tisdale lanzó una gira mundial con el resto del reparto de High School Musical a finales de 2006, con el objetivo de promocionar las cintas, ella aquí presentó las canciones de la banda sonora, además de cantar tres canciones de su álbum solista, lanzado meses más tarde. Un DVD y un álbum en vivo llamado High School Musical: The Concert fue realizado en 2007, con las canciones «We'll Be Together», «He Said She Said» y «Headstrong».
Tisdale realizó un EP de tres canciones bajo el sello discográfico Warner Bros. Records el 12 de diciembre de 2006, con el objetivo de promocionar tempranamente lo que sería más tarde su álbum debut. El EP fue llamado «He Said She Said», y también incluyó las canciones «Headstrong» y su sencillo navideño «Last Christmas», Este fue lanzado para promocionar este álbum. El EP fue puesto a disposición para descarga digital durante el High School Musical: The Concert.

### 2007-2008:Headstrongy despegue de su carrera
El 6 de febrero de 2007 lanzó su primer álbum, titulado Headstrong a través de la distribuidora Warner Bros. Records. El disco consiguió rápidamente los primeros puestos en las principales listas mundiales, habiendo vendido solo en su primera semana 64.000 copias y llegando al quinto puesto del Billboard 200, Mientras su disco esa semana debutó en la posición 14 de la lista mundial de discos, siendo el segundo mejor debut de la semana. Su primer single fue «Be Good To Me», lanzado en diciembre de 2006 en las radios de Estados Unidos y por ventas digitales en iTunes, alcanzando el puesto 80 en Billboard Hot 100, luego dio paso a «He Said She Said», lanzado también en diciembre de 2006 llegando a debutar en enero de 2007 en la posición 77 del Billboard Hot 100, solo con descargas digitales convirtiéndose además en uno de las mejores entradas de la semana a dicha lista, pero este single fue re-lanzado en septiembre de 2007 junto a un video musical con gran acogida del público y con el lanzamiento masivo en emisoras de radio y canales de música, alcanzando así mejores posiciones que anteriormente en diferentes listas mundiales incluyendo las Billboard. El tercer sencillo fue «Not Like That» realizado solamente en Europa y Chile. En mayo de 2008 se lanzó oficialmente el cuarto sencillo de su disco, la balada «Suddenly» en Alemania y como promoción televisiva en Brasil, esta canción fue la encargada de cerrar la era Headstrong, ya que la discográfica no tiene pensado seguir la promoción del álbum.

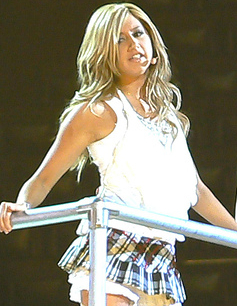
Ashley Tisdale durante la gira de conciertos High School Musical: El Concierto.

En abril del 2007, Tisdale apareció en dos episodios de Punk'd de MTV en el primero fue la víctima, en este capítulo se produjo una gran polémica porque en él, se veía a Ashley cantando su canción «Kiss The Girl», que por derechos de autor MTV no estaba autorizado a reproducir, por esto en la parte en donde ella canta, su voz fue reemplazada por un sonido que interfería. Más tarde participó como cómplice en la broma preparada por el mismo programa a su amigo y coprotagonista Zac Efron.
En noviembre de 2007 Ashley lanzó un Musical llamado There's Something About Ashley. En octubre y noviembre de 2007 Ashley comenzó una pequeña gira de conciertos por distintas ciudades de Estados Unidos, actuando en varios centros comerciales de ese país con el fin de promocionar su disco y el nuevo DVD, la gira se denominó Headstrong Tour Across America. El álbum hasta la fecha ha vendido más de 1 millón de copias alrededor del Mundo, además el 3 de junio de 2008, el álbum fue certificado con la categoría Oro por la RIAA en Estados Unidos por vender más 500.000 copias en ese país.
En julio de 2008 su videoclip de la canción "He Said She Said" resulta prenominado para los premios MTV Video Music Awards que tendrían lugar el día 7 de septiembre de 2008, el vídeo llegó al quinto puesto de la lista de reproducciones, pero al final no resultó nominado para dichos premios.
El 25 de julio de 2008, se dieron a conocer los primeros datos de votaciones a los prenominados y a pesar de que Ashley estaba bien ubicada en los Prenominados no alcanzó a estar en la lista oficial, Lo mismo ocurrió en las otras tres categoría en las cuales aparecía dentro de las opciones principales, "Best Pop Video" (mejor vídeo pop), "Best Dancing in a Video" (Mejor baile de un vídeo) y "Video of the Year" (vídeo del año).
Sin embargo, ella formará parte del exclusivo grupo de presentadores de los premios según informó MTV, junto con Miley Cyrus, Lindsay Lohan, Michael Phelps, Ciara, Scarlett Johansson, entre otros.
El 17 de octubre de 2008 será lanzado en Alemania el último sencillo oficial de su álbum Headstrong en ese país "Be Good to Me", con el cual terminara de promocionar aquel álbum, también realizó una nueva versión del vídeo musical de esa canción para promocionarlo en el país Europeo, el cual fue estrenado el 5 de octubre de 2008 en Viva TV Alemania y que incluía imágenes del DVD y de Ashley durante la grabación y promoción del disco.
A finales del 2007 Ashley comenzó con las grabaciones de Picture This! y su lanzamiento fue directamente en el día 22 de julio de 2008, en este último año también se confirmó su participación en otra película de nombre They Came From Upstairs, que se grabó en enero y febrero de 2008. Al mismo tiempo comienza a trabajar como Chelsea Franks en la serie Powers y también aporta su voz para el personaje de Candace Flynn de la serie de dibujos animados de Disney Channel Phineas y Ferb. En 2008, según algunos informes de la prensa protagonizará un remake del clásico del cine "Teen Witch" en 2009 y "You Wish". Además, ha iniciado sus proyectos como productora de televisión formando parte de la producción ejecutiva de su recién estrenada película Picture This!, como también inició sus trabajos en la producción de un nuevo show para Disney Channel.
Ashley expresó a finales de 2007 en diferentes entrevistas a medios de comunicación como MTV, TV Guide y la revista OK! Magazine el deseo de grabar un segundo disco. En marzo de 2008 grabó algunos covers para versiones de clásicos de los 80' y 90'. Dos de ellos se filtraron en Internet el 1 de abril para promocionar un producto al que la artista presta su rostro: "Heaven is a Place On Earth" de Belinda Carlisle y "Time After Time" de Cyndi Lauper, aunque no se ha confirmado si formaran parte de su segundo disco, estos si forman parte del EP Degree Girl: OMG! Jams disponible en descarga gratuita en el sitio web oficial de la compañía Degree.

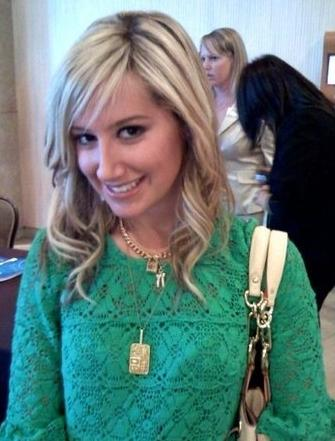
Ashley Tisdale en los estudios de la televisora estadounidense ABC en julio de 2007.

El 3 de agosto de 2008, Ashley junto con Miley Cyrus y Jonas Brothers, fueron las estrellas invitadas al nuevo programa de Disney Channel llamado Studio DC: Almost Live que en su formato es muy similar al antiguo show The Muppets, incluso en donde ahora también participan personajes de aquel Show, como Kermit the Frog y Miss Piggy.
Ella también participó en la banda sonora de High School Musical 3: Senior Year, una de las canciones es "I Want It All", que fue estrenada el viernes 8 de agosto de 2008 por Radio Disney, pero fue pospuesta para el 15 de agosto de 2008. El 7 de septiembre de 2008 se filtró en internet la canción titulada "I'm Back", la cual posiblemente sea incluida en el próximo álbum de Ashley Tisdale.
Tisdale también asistió a los MTV Video Music Awards 2008 junto con el resto del reparto de High School Musical 3, en donde introdujo la actuación de la cantante Christina Aguilera. Tisdale formó parte de una gira promocional por Europa con las estrellas de High School Musical 3 para promocionar la película.
El 12 de diciembre de 2008, ella animó el evento Jingle Ball de la estación radial Z100 en el Madison Square Garden, Nueva York, en este año ella condujo el evento en compañía de Nick Lachey y compartió escenario con The Veronicas y Katy Perry. El 14 de diciembre de 2008, Tisdale también participó en el mismo evento pero esta vez de la estación radial Q102's en el Susquehanna Center de Camden, Nueva Jersey. El 31 de diciembre de 2008, Tisdale con V Factory y el segundo lugar de la séptima temporada del programa American Idol David Archuleta participaron en la fiesta de año nuevo NewPhoria en el McKay Events Center; ella tuvo el rol de anfitriona.
"I Want It All", cantada por Tisdale, y otras once canciones de la banda sonora de High School Musical 3 fueron prenominadas en la categoría "Best Original Song" para los Premios Óscar de 2008. Las nominaciones finales fueron anunciadas el 22 de enero de 2009, pero ninguna canción de la película alcanzó una nominación., pero según Billboard, la canción debió ser nominada.                                                                                                                                                   
Ashley también apareció cantando su canción "He Said She Said", en los créditos de la película Bring It On: In It to Win It  donde también tuvo papel su hermana Jennifer Tisdale publicada en el 2007, y su otro debut "Be Good To Me", tuvo aparición en uno de los bailes de la película.

### 2009-2012:Guilty Pleasurey proyectos
En una entrevista a Extra! TV confirmó estar trabajando en su nuevo álbum, al que prestará mayor atención una vez terminada la grabación y promoción de High School Musical 3 y en el que asegura tener mayor participación en la composición de las canciones. En una entrevista que otorgó en los "American Music Awards" dio a conocer su interés por trabajar junto a Sean Kingston, un artista que también trabaja con el productor J.R. Rotem. En una entrevista a la revista People, confirmó estar trabajando con dicho productor, además de tener listas dos canciones que formarán parte del nuevo material. También comentó haber estado escribiendo canciones durante la grabación de High School Musical 3: Senior Year,

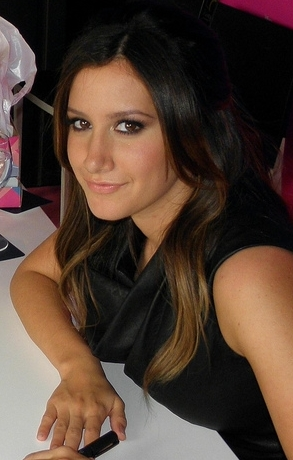
Ashley Tisdale en 2011.

Tisdale dijo tener el 80% del álbum ya listo, el cual sería mucho más "Pop Rock y maduro". Tommy Page informó en su página web oficial, estar trabajando en el segundo material musical de la cantante. También, él comentó en este mismo sitio que el nuevo sencillo musical estará en radios prontamente.

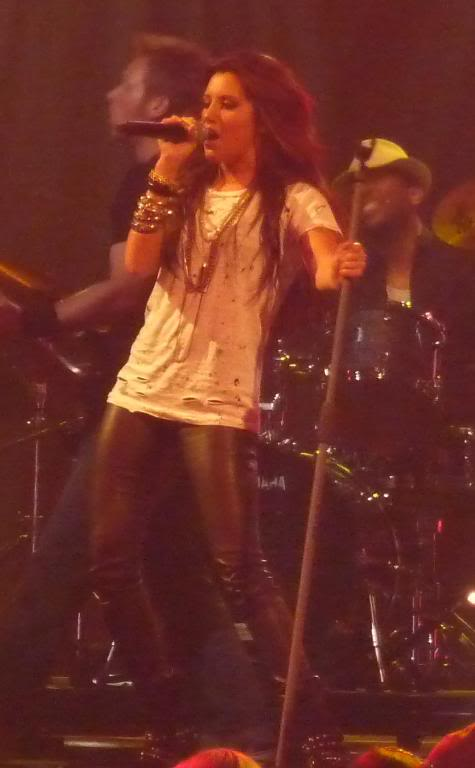
Ashley Tisdale cantando "It's Alright, It's OK" en los Comet Awards 2009 en Alemania.

The Hollywood Reporter reportó que Tisdale protagoniza la película de 20th Century Fox, la cual es una Comedia-Aventura llamada Aliens In The Attic, el cual el título en español es Pequeños Invasores junto con Robert Hoffman y Carter Jenkins, la cinta fue realizada en los cines el 31 de julio de 2009 en los Estados Unidos y el Reino Unido. Ella regresa con su papel de Maddie Fitzpatrick como estrella invitada en un episodio de la seri The Suite Life on Deck el episodio fue estrenado en Estados Unidos el 16 de enero de 2009.
Tisdale comenzó sus proyectos en su nueva faceta de productora ejecutiva, el cual la lleva a tratar y producir programas para televisión, y tener un papel fundamental detrás de cámaras. Tisdale fundó su propia productora llamada Blondie Girl Productions y ahora está trabajando en un par de nuevo proyectos, de entre los cuales destaca, el nuevo programa para Disney Channel, producido interinamente por Tisdale. En una entrevista al programa Live with Regis & Kelly, el 23 de octubre de 2008, ella expresó estar actualmente trabajando para Disney Channel en una serie. Tisdale también firmó para la productora FremantleMedia (creadora de American Idol) aquí ella trabajaría produciendo un nuevo reality show con ellos.
A finales de enero de 2009, Tisdale ldejó la agencia Gersh Agency y firmó por las más importante agencia de talentos en Hollywood y una de las líderes en el mundo del entretenimiento, Creative Artists Agency. The Hollywood Reporter anunció en febrero de 2009 que Tisdale está colaborando en la producción junto a Jessica Horowitz y James Krieg ambos escritores de la película original de Nickelodeon Spectacular!, para crear una nueva serie animada After Midnight que actualmente se encuentra en conversaciones para su distribución.
En una reciente entrevista para Cosmopolitan, Tisdale anunció que el álbum lleva por nombre Guilty Pleasure y que es mucho más "sexy y roquero" que su anterior producción. Ella también dio a conocer dos nombres de canciones incluidas en este disco "Hot Mess" y "How Do You Love Someone?". El álbum salió a la venta el próximo 28 de julio de 2009 en Estados Unidos, sin embargo un mes antes el 12 de junio estuvo disponible en Alemania y el 15 de junio de 2009 en el Reino Unido.
Tisdale anunció que el primer sencillo oficial del álbum "It's Alright, It's OK" fue lanzado en para descarga digital en iTunes el 14 de abril de 2009 en Estados Unidos. en la primera semana de su lanzamiento logró rápidamente el debut en la posición número 99 del Billboard Hot 100. La canción fue lanzada oficialmente en radios el 28 de abril de 2009.
Tisdale además participa en la banda sonora de la película Aliens In The Attic, también protagonizada por ella, con la canción "Switch", la cual junto a esto será incluida como la pista número 14 de su segundo álbum Guilty Pleasure. Tisdale protagoniza el vídeo del sencillo "Love Drunk" de Boys Like Girls. En la semana del 5 de agosto de 2009, Guilty Pleasure, debuta número 12 en la lista Billboard 200 de Estados Unidos, con poco más de 25 000 copias vendidas en la primera semana convirtiéndose en el segundo mejor debut de la semana.

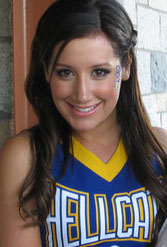
Ashley Tisdale durante las filmaciones de Hellcats en Vancouver, Canadá.

El 1 de octubre de 2009, Tisdale fue confirmada para el remake del clásico La Bella Durmiente, junto a la actriz nominada a los Globos de Oro Meg Ryan. La cinta comenzará a rodarse el 25 de noviembre de 2009. El 16 de octubre de 2009, fue lanzado como segundo sencillo de Guilty Pleasure la canción "Crank It Up" en formato radial y digital en Alemania y el resto de Europa central, para los Estados Unidos se esperaba su lanzamiento sea durante el 2010 en este país sería lanzada en su versión remix junto al cantante de R&B británico Jay Sean. Sin embargo, como Tisdale estaba centrada en sus nuevos roles de televisión y de cine, el lanzamiento del sencillo fue cancelado.
El 18 de marzo de 2010, Tisdale fue confirmada para el personaje de Sierra en la próxima serie de televisión de la cadena norteamericana The CW Network, llamada Hellcats, producida por Tom Welling en donde además compartirá reparto junto a Alyson Michalka, la serie se estrena el 8 de septiembre de 2010.
Tisdale repetirá su rol de Sharpay Evans en la película titulada High Stakes derivada de la franquicia de High School Musical, la cual se estrenará durante el 2011 por Disney Channel, en este proyecto también estará a cargo de la producción ejecutiva, además participa en la banda sonora de la misma cinta. El 21 de mayo de 2010, el actor Jason Fuchs confirmó que Tisdale tendrá el papel de su enamorada en su próxima película titulada The Last First Time, la cual se espera que inicie sus filmaciones a finales de 2010. Tisdale y su compañía de producción llamada "Blondie Girl Production" fue fichada con Relativity Media en 2010, para crear y producir series de televisión.

### Desde 2013: Nuevos proyectos y regreso a la música
En 2013 interpretó el papel de Jody en la quinta entrega de la saga Scary Movie. En septiembre, Tisdale confirmó que estaba grabando nueva música, y el 6 de diciembre anunció por medio de su cuenta en Twitter que faltaban diez días para su nuevo sencillo, con una foto de ella en el estudio de grabación y el número diez en el centro de esta, con lo que dio a entender que el 16 de diciembre lanzaría su nuevo sencillo después de cuatro años de ausencia musical. La canción llamada You're Always Here es una balada a medio tiempo y está dedicada a su abuelo, que recién falleció apenas unos meses atrás. La canción fue finalmente lanzada al mercado de forma independiente en las tiendas digitales el mismo mes.
Debido a esto, los rumores apuntan a que Ashley Tisdale podría lanzar su tercer disco de estudio en el primer trimestre de 2014; el cual se cree traerá un sonido diferente a lo que ha hecho hasta ahora. Además, en 2014, producirá su primera serie de televisión para la cadena estadounidense ABC Family, llamada Young & Hungry que tendrá como protagonista a la también Disney Girl, Emily Osment.
En enero de 2016 la actriz estadounidense ha declarado a MTV estar pensando en lanzar nueva música y que su próximos proyectos serán más dance y menos rock.
Mayo y junio de 2018; Ashley comenzó a publicar en sus redes sociales fotos y vídeos sin sonido en el estudio de grabación, durante un par de meses ocultaba de manera ingeniosa palabras como AT3 dando a entender que estaba grabando algo. A pesar de que nunca confirmó o desmintió sobre un posible disco, Nick Gross filtró en su cuenta de Instagram un vídeo en el que se veía a Ashley firmando unos documentos... lo que parecía ser el contrato con su nueva discográfica. No fue hasta el 21 de julio cuando anunciaron que Ashley firmó con Big Noise.
El 27 de julio de 2018, Tisdale confirma que el 3 de mayo de 2019 lanzará su tercer álbum llamado "Symptoms", cuenta con la ayuda de su gran amigo y productor, John Feldmann, que recientemente se asoció con Nick Gross, Brian Burnham, Adam Mulbauhm y John Cohen para crear Big Noise, discográfica que sacará el ansiado AT3.
En 2021, protagoniza el videojuego The Dark Pictures: House of Ashes , encarnando a una oficial de la CIA

## Música e influencias
Tisdale tiene un tipo de voz soubrette. Su música es predominantemente considerada pop, pero dentro de su estilo incluye géneros como dance pop, baladas y R&B contemporáneo. Ella ha comentado que en su nuevo álbum incluirá más canciones con un estilo pop rock, lo cual demostrara en este álbum al tener un cambio considerable con respecto a su anterior primer disco. Ella también ha trabajado anteriormente con este estilo pop rock en una canción para la banda sonora de su propia película Fotografía Esto!.
Tisdale es también compositora de sus propias canciones. Para su álbum debut, Tisdale escribió cuatro canciones: "Not Like That", "Suddenly", "Over It" y el bonus track "It's Life".
Para su segundo álbum, ella ha comentado que estuvo coescribiendo canciones hasta octubre de 2008, cuando ella ya tenía preparada las letras para tres de sus próximas canciones.
Sus influencias musicales son Britney Spears, Lady Gaga, Kesha, Katy Perry, Boys Like Girls, The Used, The All-American Rejects, Michael Jackson, Christina Aguilera y Elton John,[cita requerida] además de las canciones de los 80.
Tisdale comentó en una entrevista que se siente inspirada por artistas como Katy Perry, P!nk y Pat Benatar, declarando: 

«He sido una gran fan de P!nk desde sus inicios, me encanta el sentido del humor de Katy Perry y su onda Pop/Rock. Pat Benatar es también mi inspiración. Todas ellas son una gran inspiración para mí.[cita requerida]

### Rango vocal
- Nota más aguda: C4 (What If).
- Duración nota más larga: 11 segundos (We'll Be Together en Chile).
- Nota más grave: C#3 (Overrated).
- Nota más aguda voz de cabeza: A5 (Masquerade).
- Nota más grave voz de cabeza: F3 (Masquerade).

## Otros trabajos

### Modelaje

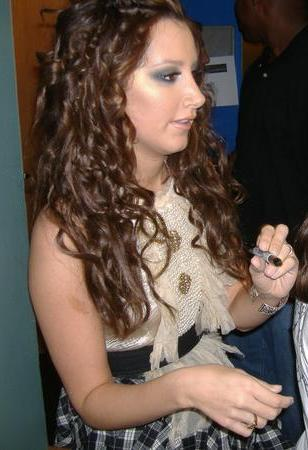
Ashley Tisdale como anfitriona del Q100 Jingle Ball 2008 en Nueva York, Estados Unidos.

Las primeras apariciones profesionales de esta artista han sido participaciones en anuncios publicitarios de televisión, aunque una vez iniciadas sus facetas de actriz y cantante no ha abandonado su labor apareciendo en reconocidas revistas de moda, musicales o televisivas. Además, ha sido presentadora de algunos eventos.
Tisdale fue modelo para la agencia de modelaje Ford Models junto con Lindsay Lohan y su amiga de infancia Mischa Barton.
Numerosos periódicos y revistas especializadas le han dedicado espacios. El primero sería el prestigioso Miami Herald en julio de 2005, el cual incluye una pequeña entrevista hablando de sus inicios, sus gustos y su vida personal. Posteriormente aparecería en las ediciones de agosto del mismo año de Pop Star y Sophisticate's Hairstyle, y Tiger Beat en noviembre.
En 2006, su creciente fama cuya ebullición se alcanzaría con High School Musical la colocó en una gran cantidad de revistas dedicadas para fans, siendo portada de las juveniles Seventeen, Disney Adventures, Girls Life, Teen y Bop entre otras más prestigiosas como People o en una sección del reconocido periódico The New York Times.
En abril de 2007, dos revistas norteamericanas especializadas en moda han trabajado con ella, una de las cuales (Star Magazine) ha optado por colocarla en portada. Por otra parte, la revista norteamericana de ropa femenina Blender le ha dedicado una entrevista biográfica, donde se la puede ver fotografiada en todo tipo de poses y actitudes presentando la moda femenina del momento. Esta nota aparece además en la edición especial de invierno del mismo año de Cosmo Prom, quien también la ubica en portada.
En 2007 Ashley Tisdale fue el nuevo rostro para la campaña de publicidad de Red by Mark Ecko, una marca de calzado y ropa de Estados Unidos dirigida al público preadolescente, la cual también se cargó de promocionar y publicitar el mini "Tour Headstrong" por centros comerciales de varios Estados. Además Mark Ecko se encarga de apoyar diferentes concursos de Ashley referentes a ella y su disco. También han participado en estas campañas JoJo, Vanessa Anne Hudgens y Brenda Song.
En 2008, Ashley firmó para ser el rostro oficial de la campaña en Estados Unidos de la empresa de desodorantes Rexona para su producto dirigidos a chicas adolescentes "Degree Girl", en donde constaba de una millonaria campaña de marketing publicitarios, incluido comerciales de televisión, sesiones fotográficas, concursos, el comercial grabado por Ashley fue difundido ampliamente por las cadenas televisivas, también Ashley grabó 5 covers de éxitos de los 90, en donde se encontraban temas de Whitney Houston, Belinda Carlisle, Cindy Lauper, entre otros, los cuales fueron incluidos en un EP llamado Degree Girl: OMG! Jams, nombre relacionado al nombre de la campaña Degree Girls: OMG! Moment, estas canciones están disponibles para descarga gratuita en el sitio oficial de la empresa, solo ingresando el código incluido en los productos.
En el 2009, Tisdale firmó un contrato por cinco años para una marca de ropa italiana Puerco Espin para ser su nuevo rostro de campaña. Este proyecto fue lanzado el 22 de marzo de 2009, en Milán, en una presentación exclusiva en esa ciudad italiana, en donde también cantó. Tisdale también será la próxima portada de la revista de modas "PE Magazine" en Italia, la cual estará disponible en la mayores tiendas en aquel país.
En una de las ediciones de la revista Vanity Fair, Tisdale apareció posando para un "remake" fotográfico del clásico West Side Story, junto a otras celebridades como Jennifer Lopez y Robert Pattinson. El 24 de noviembre de 2009, salió a la venta el álbum navideño A Very Special Christmas Volume 7, el cual es un compilado de canciones navideñas cantadas por varios artistas, este álbum fue lanzado en beneficio de los deportistas olímpicos, Tisdale participa en el material con su versión del clásico "Last Christmas" de Wham!.
El 3 de septiembre de 2015, Ashley nos sorprendía con una nueva sesión de fotos, días después confirmó que se trataba de un nuevo proyecto, Tisdale sería la directora creativa de Signorelli (marca de ropa), en el que por fin, empezaría a vender sus propios diseños. Ashley publicó en su cuenta de Snapchat (@thehautemess) que llevaba esperando 2 años para hacer algo así.
Tisdale no sorprendió mucho, pues ella siempre ha insinuado querer tener su propia marca de ropa, y al parecer Signorelli le gustó ya que "va para largo".

### Negocios

#### Blondie Girl Production
En 2008 creó su propia productora, «Blondie Girl Production».
Algunas películas o series producidas o coproducidas por dicha productora son: After Midnight (serie de dibujos), High Stakes, Picture This, y películas y programas cuyo estreno previo es en 2011 y 2012 como por ejemplo Under Construction una comedia para televisión semiautobiográfica protagonizada Tisdale, que además también se encarga de la producción ejecutiva.

#### The Haute Mess
El 30 de junio de 2015, Ashley abrió su propia página web de Lifestyle, dando consejos para las mujeres de entre 20 y 30 años sobre comida, belleza, moda, ejercicio y decor. The Haute Mess, Lío de alta costura en Español, describe como se siente Ashley (y todas las mujeres) en algún momento de su vida. Tisdale quiso reflejar en The Haute Mess que todas nos sentimos un desastre de vez en cuando, así que pidió colaboradoras, en su mayoría blogueras que quisieran compartir sus consejos para una vida más fácil. The Haute Mess colabora con docenas de "Girl Bosses" y en aumento. 
En varias entrevistas, Ashley anunció qué deseaba lanzar este proyecto aunque tuvo que esperar un año para su apertura.
Han colaborado varias celebridades, entre ellas Iris Apfel (estilista).

## Vida personal e imagen pública

### Matrimonio y relaciones
Desde diciembre de 2012, Ashley sale con el músico Christopher French y el 8 de agosto de 2013, la pareja se comprometió. Se casaron el 8 de septiembre de 2014. Anunció que estaba esperando su primer hijo, una niña, en septiembre de 2020. Su primera hija, Jupiter Iris French, nació el 23 de marzo de 2021. Su segunda hija, Emerson Clover French, nació el 7 de septiembre de 2024.
En una entrevista que dio Ashley para la revista Seventeen aseguró que ella, Zac Efron y Vanessa Hudgens son muy buenos amigos.

### Salud
Ashley padecía un pequeño problema en su nariz que se manifestaba en una desviación del 80 % de su tabique y la rotura del mismo por dos sitios. Con el tiempo, este problema empezó a perjudicar su respiración y el 30 de noviembre de 2007 se sometió a una rinoplastia. Ashley contó que tenía este problema en la revista People diciendo a su vez que era muy importante para ella ser sincera con sus fanes.
En junio de 2008, Tisdale fue azotada por una ola de rumores filtrados en varios sitios internacionales como Just Jared y otros, en los que se hacía referencia a que la artista se había infectado por el virus del VIH tras someterse a la rinoplastia, el 30 de noviembre de 2007. La noticia tuvo inmediata repercusión en el mundo de la prensa rosa, llegando al punto que rápidamente aparecieron algunos vídeos en YouTube llamando a "rezar por Ashley". En tanto, el hospital Cedros-Sinai Medical Center, de Los Ángeles, citado por algunos portales como el lugar donde se le diagnosticó la enfermedad, emitió un comunicado asegurando que la noticia era completamente falsa.

### Influencia

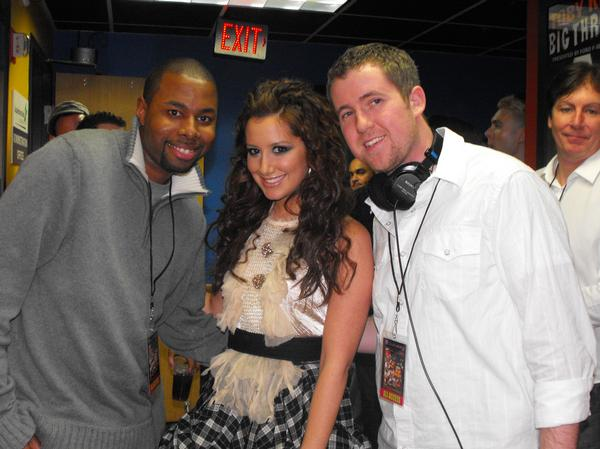
Ashley Tisdale comparte con sus seguidores tras bambalinas del evento Q100 Jingle Ball 2008.

Fue nombrada la segunda mujer más atractiva del Pop/R&B, publicada por la Revista Blender en enero de 2007 junto a otras varias artistas del mismo género. En la misma revista se decía "Tisdale tiene un don. No una voz angelical o una personalidad deslumbrante, pero una virtud aún más extraña: millones de pre-adolescentes ansiosos por comprar su álbum de debut". En marzo de 2007, Ashley Tisdale dijo a la revista Blender que no tomaba drogas ni alcohol y añadió Mi madre me inculcó confianza en mí misma, así que no soy alguien que pueda ceder a la presión de un grupo. En mayo de 2008, fue votada y colocada en el número 10 de las mujeres más atractivas por la revista para hombres en su lista Top 100 2008. El 11 de junio de 2008, Ashley Tisdale estaba clasificada en el puesto #94 de la lista Top 100 de famosos de Forbes.
El 5 de agosto de 2008, Ashley Tisdale fue incluida en el "Top 10" de la lista de Forbes de "Adolescentes de Hollywood mejor pagados". Estaba situada en sexto lugar por los 5,5 millones de dólares que ganó por sus papeles en High School Musical 3: Senior Year y Phineas y Ferb, así como por las ventas de su álbum Headstrong y los contratos de publicidad para los productos de Degree Girl y Red by Mark Ecko. Ashley Tisdale ganó 2,8 millones de dólares por High School Musical 3.
Tisdale fue recientemente nombrada por la revista Teen People como una de las "25 estrellas más sexies menores de 25 años." El 12 de diciembre de 2008, Tisdale apareció en la posición número 17 de la lista de la revista Forbes, "Las estrellas más ricas menores de 30 años". y fue considerada por la revista US Magazine como una de las celebridades mejores vestidas de octubre de 2008.

## Filmografía

### Películas
| Año  | Título                                                   | Personaje                   |
| ---- | -------------------------------------------------------- | --------------------------- |
| 1998 | La Navidad de todos los perros                           | Cachorro (Voz)              |
| 1998 | A Bug's Life                                             | Blueberry Scout (Voz)       |
| 2001 | Donnie Darko                                             | Kim                         |
| 2002 | Nathan's Choice                                          | Stephanie                   |
| 2002 | The Mayor of Oyster Bay                                  | Jennifer                    |
| 2006 | High School Musical                                      | Sharpay Evans               |
| 2006 | Susurros del corazón                                     | Yuko Harada (Voz)           |
| 2007 | High School Musical 2                                    | Sharpay Evans               |
| 2007 | Bring It On: In It to Win It                             | Ashley Tisdale              |
| 2008 | Picture This                                             | Mandy Gilbert               |
| 2008 | High School Musical 3: Senior Year                       | Sharpay Evans               |
| 2009 | Pequeños Invasores                                       | Bethany Pearson             |
| 2011 | Sharpay's Fabulous Adventure                             | Sharpay Evans               |
| 2011 | Phineas y Ferb: A través de la segunda dimensión         | Candace Flynn (Voz)         |
| 2013 | Scary Movie 5                                            | Jody                        |
| 2013 | Saving Santa                                             | Shiny (Voz)                 |
| 2014 | Birds of Paradise                                        | Aurora (Voz)                |
| 2014 | Playing It Cool                                          | Ella misma - Ashley Tisdale |
| 2016 | Amateur Night                                            | Fallon                      |
| 2018 | Charming                                                 | Cenicienta (Voz)            |
| 2020 | Phineas and Ferb The Movie: Candace Against the Universe | Candace Flynn (Voz)         |
| 2023 | Baby Shark's Big Movie                                   | Stariana (Voz)              |

### Series de televisión
| Año       | Título                              | Personaje                           | Episodios              |
| --------- | ----------------------------------- | ----------------------------------- | ---------------------- |
| 1997      | Smart Guy                           | Amy                                 | 1 episodio             |
| 1997      | 7th Heaven                          | Janice                              | 1 episodio             |
| 2000      | Beverly Hills, 90210                | Nicole Loomis                       | 1 episodio             |
| 2000      | El show de Amanda                   | Chica                               | 1 episodio             |
| 2000      | Movie Stars                         | Estudiante                          | 1 episodio             |
| 2000      | The Geena Davis Show                | Tracy                               | 1 episodio             |
| 2000      | Boston Public                       | Carol Prader                        | 1 episodio             |
| 2001      | Bette                               | Jessica                             | 1 episodio             |
| 2001      | 100 Deeds for Eddie McDowd          | Wendy                               | 1 episodio             |
| 2001      | Once and Again                      | Marni                               | 1 episodio             |
| 2001      | Kate Brasher                        | Winona                              | 1 episodio             |
| 2001      | Charmed                             | Adolescente                         | 1 episodio             |
| 2002      | The Hughleys                        | Stephanie                           | 3 episodios            |
| 2002      | Malcolm in the Middle               | Niña                                | 1 episodio             |
| 2003      | Strong Medicine                     | Sherry Lowenstein                   | 1 episodio             |
| 2003      | Grounded for Life                   | Leah                                | 1 episodio             |
| 2003      | George Lopez                        | Olivia                              | 1 episodio             |
| 2003      | Still Standing                      | Bonnie                              | 4 episodios            |
| 2005-2008 | The Suite Life of Zack & Cody       | Maddie Fitzpatrick                  | 65 episodios           |
| 2006      | Hannah Montana                      | Maddie Fitzpatrick                  | 1 episodio             |
| 2007      | Kim Possible                        | Camille Leon (Voz)                  | 4 episodios            |
| 2007-2015 | Phineas y Ferb                      | Candace Flynn (Voz)                 | 250 episodios          |
| 2009      | The Suite Life on Deck              | Maddie Fitzpatrick                  | 1 episodio             |
| 2010      | The Cleveland Show                  | Lacey Stapleton (Voz)               | 1 episodio             |
| 2010      | Family Guy                          | Priscilla / Kelly (Voz)             | 2 episodios            |
| 2010      | Glenn Martin, DDS                   | Katie (Voz)                         | 1 episodio             |
| 2010      | Fish Hooks                          | Clamantha (Voz)                     | 1 episodio             |
| 2010-2011 | Hellcats                            | Savannah Monroe                     | 22 episodios           |
| 2011      | Take Two with Phineas and Ferb      | Candace                             | 20 episodios           |
| 2012      | Raising Hope                        | Mary Louise                         | 1 episodio             |
| 2012      | Sons of Anarchy                     | Emma Jean                           | 2 episodios            |
| 2013      | The Crazy Ones                      | Kelsi Lasker                        | T1 Ep11                |
| 2013-2014 | Sabrina: Secrets of a Teenage Witch | Sabrina Spellman (Voz)              | 26 episodios           |
| 2013-2014 | Super Fun Night                     | Jazmine Boubier                     | 3 episodios            |
| 2014      | Review                              | Ashley                              | 1 episodio             |
| 2014-2016 | Young & Hungry                      | Logan Rawlings                      | 3 episodios            |
| 2015      | Clipped                             | Danni Giordano                      | 10 episodios           |
| 2015      | Truth Be Told                       | Sam                                 | 1 episodio             |
| 2016-2018 | Skylanders Academy                  | Stealth Elf (Voz)                   | 26 episodios           |
| 2017      | Ginger Snaps                        | Apple (Voz)                         | 10 episodios           |
| 2018      | MacGyver                            | Allie Winthrop                      | T2 Ep13                |
| 2018      | La ley de Milo Murphy               | Candace (voz)                       | T2 Ep1                 |
| 2019      | Merry Happy Whatever                | Kayla Quinn                         | 8 episodios            |
| 2019      | Carol's Second Act                  | Jennifer "Jenny" Kenney             | 18 episodios           |
| 2020      | Becoming                            | Ella misma                          | T1 Ep9                 |
| 2020      | The Masked Dancer                   | Ella misma como panelista principal | 9 episodios            |
| 2020      | The Disney Family Singalong         | Ella misma                          | Especial de televisión |

### Cortos
| Año  | Título                                   | Personajes |
| ---- | ---------------------------------------- | ---------- |
| 2009 | It Can Wait                              | Ella misma |
| 2011 | Toddlers and Tiaras: Where Are They Now? | Mackenzie  |
| 2012 | Puma: Project Pink                       | Ella misma |

### Como productora
| Año       | Título                       | Notas                                |
| --------- | ---------------------------- | ------------------------------------ |
| 2008      | Picture This!                | Película original de ABC Family      |
| 2011      | Sharpay's Fabulous Adventure | Película original de Disney Channel  |
| 2012      | Miss Advised                 | Serie improvisada de Bravo           |
| 2013      | Cloud 9                      | Película original de Disney Channel  |
| 2013      | Inner Circle                 | Serie original de E!                 |
| 2014-2018 | Young & Hungry               | Serie de Televisión Freeform         |
| 2018      | Daphne y Velma               | Película distribuida por Warner Bros |

### Otros proyectos
| Año           | Título                            | Notas |
| ------------- | --------------------------------- | --- |
| 2015          | The Haute Mess                    | El 30 de junio de 2015 Tisdale abrió su primer blog de Lifestyle, moda, comida y ejercicio dedicado especialmente a las mujeres. |
| 2016          | Signorelli                        | El 17 de septiembre de 2015 la directora Meredith Garreth contactó con Ashley para cederle el puesto como Directora Creativa, en 2 semanas Ashley había cambiado el logo. El 10 de enero de 2016 se lanzó su primera colección, más de 20 camisetas personalizadas diseñadas por Tisdale. |
| 2016          | Illuminate                        | En mayo de 2016 Ashley lanza su propia línea de maquillaje en colaboración con BH Cosmetics. |
| 2018          | Illuminate                        | Un par de años después, el 25 de mayo, Ashley compra su marca de maquillaje de BH Cosmetics. Tisdale se encargará junto a su amiga Carrie Barber, directora creativa. |
| 2020          | Frenshe                           | Blog dedicado a la salud y el bienestar, profundizando y aprendiendo más sobre nuestros cuerpos y cómo podemos ser las versiones más felices y saludables de nosotros mismos. |
| 2021          | The Dark Pictures: House of Ashes | Videojuego interactivo de terror, donde interpreta a Rachel King, una agente de la CIA que va de misión a las ruinas de un templo sumerio enterrado en las profundidades del desierto de Arabia. Cuando algo maligno se despierta, el grupo se esfuerza por navegar el laberinto subterráneo y escapar de la aterradora amenaza. |
| 2021—presente | Being Frenshe                     | Línea de productos de belleza y cuidado personal que prioriza el bienestar. Mientras estaba en su propio viaje de salud mental y bienestar, Ashley descubrió que la introducción de fragancias en sus rituales de cuidado personal influyó enormemente en su estado de ánimo. Su creencia en el poder de esos rituales diarios inspiró Being Frenshe, que combina la ciencia del aroma con el bienestar para ayudar a uno a nutrirse, conectarse y cuidarse a sí mismo. Los productos se basan en velas aromáticas, jabones corporales, máscaras para el cabello, bombas de baño, aceites y cremas hidrantes, entre otros. Pueden ser adquiridos en las tiendas Target USA. |

## Discografía
| Álbumes de estudio - 2007: Headstrong - 2009: Guilty Pleasure - 2019: Symptoms Giras de conciertos - 2006/2007: High School Musical: El Concierto - 2007: Headstrong Tour Across America - 2009: Guilty Pleasure Tour | Bandas sonoras - 2006: High School Musical - 2007: High School Musical 2 - 2008: High School Musical 3: La Graduación - 2009: Phineas y Ferb - 2011: Sharpay's Fabulous Adventure DVD - 2007: There's Something About Ashley |

## Premios y nominaciones
| Año  | Premio                                     | Categoría                                            | Trabajo                             | Resultado | Ref.   |
| ---- | ------------------------------------------ | ---------------------------------------------------- | ----------------------------------- | --------- | ------ |
| 2000 | Young Artist Award                         | Mejor actuación en una serie dramática de televisión | Boston Public                       | Nominada. | [ 82 ] |
| 2007 | Nickelodeon UK Kids' Choice Awards         | Mejor actriz de TV                                   | High School Musical 2               | Ganadora  | [ 83 ] |
| 2007 | Premios Oye!                               | Mejor artista internacional                          | Headstrong                          | Nominada  | [ 84 ] |
| 2008 | Nickelodeon Australian Kids' Choice Awards | Estrella internacional favorita de TV                | The Suite Life of Zack & Cody       | Nominada  | [ 85 ] |
| 2009 | MTV Movie Awards                           | Mejor actuación revelación femenina                  | High School Musical 3: Senior Year  | Ganadora  | [ 85 ] |
| 2009 | UK Kermode Awards                          | Mejor actriz de reparto                              | High School Musical 3               | Ganadora  |        |
| 2009 | Teen Choice Awards                         | Mejor actriz: música/baile                           | High School Musical 3: Senior Year  | Nominada  | [ 86 ] |
| 2009 | Teen Choice Awards                         | Estrella femenina de película de verano              | Aliens in the Attic                 | Nominada  | [ 86 ] |
| 2009 | Los Premios MTV Latinoamérica              | Mejor nueva artista internacional                    | Guilty Pleasure                     | Nominada  | [ 87 ] |
| 2009 | Billboard Readers' Poll                    | Álbum de la década                                   | Guilty Pleasure                     | Ganadora  |        |
| 2009 | Billboard Readers' Poll                    | Álbum del año                                        | Guilty Pleasure                     | Ganadora  |        |
| 2014 | Daytime Emmy Awards                        | Artista sobresaliente en un programa de animación    | Sabrina: Secrets of a Teenage Witch | Nominada  | [ 88 ] |
| 2014 | Young Hollywood Awards                     | Superestrella en las redes sociales                  | Ella misma                          | Ganadora  |        |
| 2015 | Teen Choice Awards                         | Ladrón de escena                                     | Young & Hungry                      | Nominada  |        |